# 清宮秀堅
清宮 秀堅（せいみや ひでかた、文化6年10月1日〈1809年11月9日〉 - 明治12年〈1879年〉10月20日）は、幕末・明治期の国学者。清宮尚之（滄州）の子。母は田口氏。字は穎栗。通称は秀太郎、総三郎、利右衛門（9代目）。号は棠陰（とういん）・縑浦漁者（けんぽぎょしゃ）。

## 経歴
清宮家は下総国香取郡佐原村（現在の千葉県香取市）の農家と記す文献もあるが、清宮家の初代利右衛門が母親の再婚先である伊能家の猶子として遇されてその支援で清宮家を興した経緯があることから、佐原の有力者である伊能家の一族として扱われていた。このため、伊能景晴（茂左衛門）・伊能穎則らと親交があり、また清堅の幼少時に没してその後家系が絶えた伊能忠敬（三郎右衛門）の家の再興にも秀堅と景晴が主導的な役目を果たすことになる。
しかし、4歳で母を、9歳で父を喪い、祖母の手で育てられる。亡父が学問を好んで多くの書物を有していたことから、それらの書を読んで独学をし、後に久保木清淵や宮本茶村の下で学んだ。成長すると、不振であった家業の立て直しに努め、27歳で佐原の名主（里正）となる（秀堅の名主就任の背景には、代々名主を務めてきた伊能忠敬の家が断絶した影響がある）。その後、佐原の領主であった旗本・津田氏（徳川家治側室蓮光院実家）の家政関与を命じられて名字帯刀が許されている。
その間にも学問や著述を行い、特に30歳頃から執筆を始めたとされる地理書『下総旧事記考』は改訂を重ねながら完成までに30年以上かかり、その間の調査で得た金石文や旧祠古刹の調査や古老からの聞き取りを基に多くの著作を著した。
明治に入ると、印旛県や新治県に召されて地理を講じ、新治県に編入された香取・海上・匝瑳の3郡の地誌を纏めた『三郡小誌』を編纂しているが、明治7年（1874年）に新治県の地誌編輯雇を辞して佐原に戻る。また、私財を投じて佐原周辺17か村の道路整備にあたった他、地租改正や新田開発にも協力している。
学者としては本居宣長や頼山陽に私淑し、色川三中・藤森天山・大橋訥庵・塩谷宕陰・井上文雄・柳田正斎らと交友を持った。著作には他にも『新撰年表』・『成田参詣記』・『地方新書』・『下総国図』・『北総詩誌』・『古学小伝』・『雲烟略伝』・『外史箚記』・『香取新志』・『三家文鈔』・『国体正論』・『三条余論』などが挙げられる。
明治12年（1879年）に71歳で死去、墓は香取市の浄国寺にある。